# Vitinia
Vitinia è una frazione di Roma Capitale, situata in zona Z. XXXI Mezzocammino, nel territorio del Municipio Roma IX.
È famosa anche per aver dato i natali al calciatore Alessandro Florenzi.

## Geografia fisica

### Territorio
Si trova nell'area sud-ovest del comune, esternamente al Grande Raccordo Anulare, fra le vie Ostiense a nord e Cristoforo Colombo a sud.
Vitinia confina a nord con la via Ostiense (al km 14), ad ovest con via di Mezzocammino, a sud con via Cristoforo Colombo, e ad est si affaccia sulla vallata di Malafede (il cui nome deriverebbe dalla vicina selva di Ostia, molto insicura in tempi passati).

## Storia
Nato nel 1946, è il più vecchio quartiere di Roma tra quelli sorti nel dopoguerra, con il nome di "Risaro"; iniziò ad espandersi sui terreni dei latifondisti Cerato, Di Marzi e Sirimaldi, non abusivamente, bensì con semi-convenzione comunale in atti dal 1948 all'Ufficio del Registro per le opere di urbanizzazione primaria. I primi commercianti già nel 1949 avevano regolare licenza di vendita ed igienico-edilizia sul "viale dei Negozi", attuale via Sarsina. Sui terreni acquistati da piccoli proprietari sono state edificate villette e palazzine spesso con giardino che raramente superano i due piani.
Il deposito militare di carburanti di Mezzocammino situato a Vitinia è stato scenario di un attacco tedesco durante la seconda guerra mondiale, alle 20:30 dell'8 settembre 1943, poco dopo l'armistizio proclamato alle 19:45 da Badoglio.
Un nucleo autotrasportato di paracadutisti tedeschi della seconda divisione, la 2. Fallschirmjäger-Division acquartierata intorno a Pratica di Mare, lancia l'attacco di sorpresa allo sbarramento. Dopo una breve resistenza, i fanti della divisione Piacenza vengono sopraffatti insieme al Battaglione chimico a guardia del deposito carburanti di grande capacità di Mezzocammino, nel quale entrano senza colpo ferire conoscendo la parola d'ordine. Vengono sorpresi e catturati dodici uomini, due cannoni e una macchina mitragliatrice. Nonostante i bombardamenti subiti dagli alleati nel 1944, il Deposito è rimasto in attività fino agli anni '70, continua ad essere amministrato dall'Esercito Italiano e la sua capacità nelle gallerie in calcestruzzo armato è di circa 15 milioni di litri di carburanti divisi in gasolio e benzina.

## Monumenti e luoghi d'interesse

### Architetture religiose
- Chiesa del Sacro Cuore di Gesù agonizzante, su via Sant'Arcangelo di Romagna. Chiesa del XX secolo (1955-56).

Edificio modernista dell'architetto Ildo Avetta.

### Siti archeologici
Nei dintorni di Vitinia era situata la villa di Lucio Fabio Cilone, senatore, console e intimo amico dell'imperatore Settimio Severo (146-211). La presenza della villa è testimoniata dal ritrovamento di una fistola acquaria di piombo che recava la scritta LFABICILONISCV.
Nelle vicinanze c'era anche il ponte della Refolta, così detto dalla riserva d'acqua per le magre del pozzo di Malafede, che era uno dei più splendidi ponti romani antichi della campagna romana.
Sembra inoltre che sotto il terreno in cui sorge l'ex deposito militare di carburanti, oggi caserma in dismissione, esista un'area archeologica sepolcrale: il cimitero di san Ciriaco, vescovo di Ostia del III secolo.
È presente anche un caposaldo difensivo della seconda guerra mondiale.

### Aree naturali
- Parco di Vitinia. 41.794643°N 12.415296°E
- Sentiero Trilussa.

Il sentiero Trilussa è un percorso di circa 7 Km che parte da Vitinia all’angolo tra via del Risaro e via Massa Fiscaglia, facilmente raggiungibile a piedi dalla stazione di Vitinia della linea ferroviaria Roma-Lido.
Il percorso attraversa o sfiora ben tre aree protette: la Riserva Litorale Romano, la Riserva Tenuta presidenziale di Castelporziano ed il Parco Regionale di Decima Malafede.
Può essere percorso a piedi e in bici.
Dopo un breve tratto su asfalto si arriva allo sterrato che fiancheggia il Fosso di Malafede, un corso d’acqua che proviene dai Colli Albani e sfocia nel Tevere, formando la valle del Risaro. Un sottopasso consente di superare la Via Cristoforo Colombo e continuare su sterrato avendo alla nostra destra la Tenuta di
Castelporziano. È facile intravedere cinghiali, mucche maremmane e cavalli al pascolo brado della Tenuta.
Si può arrivare alla Pontina Vecchia, per tornare al punto di partenza percorrendo via del Risaro che fiancheggia l’omonima ridente valle della riserva di Decima-Malafede.
Ma perché il sentiero è stato intitolato a Trilussa? Il poeta romano Trilussa il cui vero nome era Carlo Alberto Camillo Mariano Salustri (1871 -1950) frequentava l’Osteria di Malpasso che opera dal 1910. Infatti è stata trovata una foto di Trilussa in compagnia di un gruppo di amici proprio davanti all’osteria, copia della foto è esposta
all’interno dell’Osteria. Negli anni più recenti, l’Osteria del Malpasso è stata oggetto di visite da parte di attori e registi che venivano a girare nei vicini Studi De Laurentis situati sulla Pontina, all’altezza dell’attuale area
commerciale di Castel Romano. Fellini fra tutti era sovente ospite dell’Osteria.

## Odonimia
Oltre alla via del Risaro, che riporta una denominazione locale, le strade di Vitinia sono dedicate ad alcuni comuni della antica legazione delle Romagne.

## Infrastrutture e trasporti
|  | È raggiungibile dalla stazione Vitinia. |